# Менд
Менд (нем. Mend) — русский баронский род финляндского происхождения.
Род Менд происходит из Финляндии и восходит к XIX столетию.
Грамотой Княгини-Правительницы Княжества Рёйсского старшей линии Каролины Гессен-Гомбургской от 8/20 мая 1866 года финляндский помещик потомственный почётный гражданин Фридрих Менд возведён с нисходящим его потомством в баронское достоинство княжества Рёйсского старшей линии.
На принятие означенного достоинства и потомственное пользование им в России последовало в январе 1878 года Высочайшее соизволение.
Определением Правительствующего Сената от 5/17 ноября 1879 года постановлено: выдать свидетельства на право пользования баронским титулом сыновьям вышеозначенного барона Фридриха Менд: Фридриху, Рудольфу-Готлибу, Николаю-Вольдемару и Эдуарду-Вильгельму.

## Герб
Герба баронов Менд в Общем гербовнике нет.

## Родословная
- Фридрих Менд (Friedrich Mend) 1-й барон
  - Барон Фридрих(Фёдор) Менд
    - Барон Фридрих Фёдорович Менд (род. 1889 ум.?). В 1900—1908 годах учился в санкт-петербургском Реальном училище на степени гимназии

  - Барон Рудольф Фридрихович (Фёдорович) (Рудольф-Готлиб; Rudolf Gottlieb) Менд (род. 1867 ум. до 18 декабря 1943[2], Хельсинки, по другим данным — 1940 ). В 1889 году окончил Николаевское кавалерийское училище, офицер с 10 августа 1889 года, служил в Лейб-гвардии Конно-гренадерском полку. На 1897 год штабс-ротмистр этого полка , затем ротмистр; с 1906 года в отставке полковником. На 22 июля 1914 год полковник, член офицерского собрания Лейб-гвардии Конно-гренадерского полка (Список членов офицерского собрания Лейб-гвардии Конно-гренадерского полка). В марте 1918 года был арестован в Петрограде и отправлен в Дом предварительного заключения на Шпалерной; позднее был освобождён. Эмигрировал в Финляндию, к 1928 году проживал в Выборге .
  - Барон Николай-Вольдемар Менд
  - Барон Эдуард Фёдорович (Эдуард-Вильгельм) Менд. 12 августа 1896 года по окончании Николаевского кавалерийского училища выпущен из портупей-юнкеров корнетом в Лейб-гвардии Конно-гренадерский полк (значился как Менд 2-й) . С 1908 по 1911 год секретарь Двора Великой княгини Александры Иосифовны, затем адъютант Великого князя Константина Константиновича, состоял при Великой княгине Елизавете Маврикиевне и управляющим делами князей Императорской крови Константина и Игоря Константиновичей. На 22 июля 1914 год ротмистр, член офицерского собрания Лейб-гвардии Конно-гренадерского полка (Список членов офицерского собрания Лейб-гвардии Конно-гренадерского полка), затем полковник. На начало 1918 года служил при дворе Великой княгини Елизаветы Маврикиевны. В эмиграции в Финляндии, к 1928 году — в Выборге .